# Haruka Kasai
Haruka Kasai (en japonés: 葛西春香, Kasai Haruka; Sapporo, 4 de febrero de 2004) es una deportista japonesa que compite en esquí en la modalidad de combinada nórdica. Su hermana gemela Yuna compite en el mismo deporte.
Ganó dos medallas de bronce en el Campeonato Mundial de Esquí Nórdico, en los años 2023 y 2025.

## Palmarés internacional
| Campeonato Mundial | Campeonato Mundial  | Campeonato Mundial | Campeonato Mundial        |
| Año                | Lugar               | Medalla            | Prueba                    |
| ------------------ | ------------------- | ------------------ | ------------------------- |
| 2023               | Planica (Eslovenia) | Medalla de bronce  | TN + 5 km individual      |
| 2025               | Trondheim (Noruega) | Medalla de bronce  | TN + 5 km salida en grupo |